# Siltzheim
Siltzheim je občina v departmaju Bas-Rhin francoske regije Alzacija.
Leta 1990 je v občini živelo 551 oseb oz. 79 oseb/km².